# Desmia pehlkei
Desmia pehlkei là một loài bướm đêm trong họ Crambidae.